# Xã Pleasant, Quận Hancock, Ohio
Xã Pleasant (tiếng Anh: Pleasant Township) là một xã thuộc quận Hancock, tiểu bang Ohio, Hoa Kỳ. Năm 2010, dân số của xã này là 2.471 người.